# The Brave Ones
The Brave Ones é um curta-metragem de comédia mudo norte-americano, realizado em 1916, com o ator cômico Oliver Hardy.

## Elenco
- Oliver Hardy - Plump (como Babe Hardy)
- Billy Ruge - Runt
- Billy Bletcher - Xerife
- Elsie MacLeod - Mãe do Xerife (como Elsie McLeod)